# Fugazi
Fugazi là một ban nhạc post-hardcore người Mỹ thành lập tại Washington, D.C. năm 1987. Ban nhạc gồm Ian MacKaye và Guy Picciotto (guitar/hát), Joe Lally (guitar bass) và Brendan Canty (trống).
Tinh thần do-it-yourself (tự làm lấy) và thái độ tiêu cực với ngành công nghiệp âm nhạc đại chúng của ban nhạc điển hình cho giới punk lúc bấy giờ.
Ban nhạc đã tổ chức nhiều tour diễn toàn cầu, sản xuất sáu album phòng thu, một bộ phim và một album trực tiếp, nhận được thành công thương mại vừa phải và sự ca ngợi từ các nhà phê bình âm nhạc. Fugazi hiện gián đoạn từ năm 2003.

## Lịch sử

### Thành lập và những năm đầu (1986–1989)
Sau khi nhóm hardcore punk Minor Threat tan rã, Ian MacKaye (hát và guitar) tham gia một vài nhóm nhạc "ngắn ngày", đáng chú ý nhất là Embrace. MacKaye muốn có một dự án "giống The Stooges với reggae", nhưng do dự về việc lập ra một ban nhạc khác. MacKaye nói, "Ý muốn của tôi không nhất thiết ở trong một ban nhạc, mà với những người muốn chơi nhạc với tôi."
MacKaye tuyển mộ tay trống Colin Sears (cựu thành viên Dag Nasty) và tay bass Joe Lally, và bộ tam cùng nhau luyện tập vào tháng 9 năm 1986. Sau vài tháng, Sears tái gia nhập Dag Nasty và được thay thế bởi Brendan Canty (Rites of Spring). Một ngày Guy Picciotto (hát chính/guitar của Rite of Spring) đến xem bạn mình luyệt tập; Picciotto thừa nhận rằng đã ngần muốn tham gia nhóm nhạc. Song Picciotto thất vọng rằng có vẻ không còn chỗ cho anh.
Bộ tam có buổi diễn đầu tiên tại Wilson Center vào đầu tháng 9 năm 1987. Ban nhạc vẫn cần một cái tên, MacKaye chọn từ "fugazi" từ quyển Nam của Mark Baker, một tập hợp các câu chuyện của những cựu binh trong chiến tranh Việt Nam, nó được dùng như một từ lóng nghĩa là "fucked up", hay, chính xác hơn, lược ngữ của "Fucked Up, Got Ambushed, Zipped In [into a body bag]".
Ban nhạc bắt đầu mời Picciotto luyện tập cùng. Sau khi Happy Go Licky tan rã, anh ngày càng gắn kết với Fugazi, và cuối cùng được MacKaye mời làm thành viên chính thức.

### Fugazi EP&Margin Walker–13 Songs(1988–1989)
Fugazi bắt tay vào tour điễn đầu tiên vào tháng 1 năm 1988. Tháng 6 cùng năm, ban nhạc thu âm EP đầu tay Fugazi với nhà sản xuất Ted Niceley và kỹ thuật viên Don Zientara (người sẽ hợp tác lâu dài với ban nhạc), và không lâu sau tổ chức tour diễn dài ngày tại châu Âu.
Tháng 12, Fugazi thu âm những bài hát mà họ định cho vào album đầu tay. Tuy nhiên, ban nhạc không hài lòng với kết quả, đồng thời cũng bận đi tour. Họ quyết định cắt bớt những gì không ưng ý, chuyển phần còn lại thành một EP tên Margin Walker và phát hành một năm sau. Cả hai EP được gộp lại thành 13 Songs, phát hành cuối năm 1989.

### RepeatervàSteady Diet of Nothing(1990–1992)
Ngoài việc sáng tác nhạc phẩm mới, những ca khúc như "Merchandise" và "Turnover" mà trước đó Fugazi đã đem ra biểu diễn được hoàn thiện để cho vào album phòng thu thích thức đầu tiên của nhóm.
Repeater được phát hành ngày 19 tháng 4 năm 1990 qua Dischord Records và không vào được Billboard 200 hay đạt thành công thương mại. Tuy nhiên, ban nhạc dành gần suốt năm 1990 và 1991 đi tour quảng bá Repeater, biểu diễn tất cả 250 concert từ tháng 3 năm 1990 - tháng 6 năm 1991. Tới mùa hè 1991 album đã bán được 300.000 bản, một con số lớn cho một hãng đĩa chỉ có sự quảng bá tối thiểu. Mặc cho các hãng đĩa lớn bắt đầu mời gọi, ban nhạc quyết định rằng Dischord đã đủ giúp họ phân phối album và từ chối các lời mời khác. Repeater cuối cùng bán được hơn 1 triệu bản chỉ tại Hoa Kỳ, và bán được 2 triệu bản toàn cầu. Album được các nhà phê bình ca ngợi và còn có cái âm thanh alternative rock mà sau đó sẽ xuất hiện trong Nevermind của Nirvana và Ten của Pearl Jam, những album đã giúp đưa thể loại này đến đại chúng.
Album thứ hai Steady Diet of Nothing ra mắt vào tháng 7 năm 1991, và được sản xuất bởi chính các thành viên ban nhạc. Sau thành công của Repeater và tour toàn cầu sau đó, Steady Diet nhận được nhiều trông đợi của người hâm mộ, sáu tháng trước phát hành, hơn 160.000 đã được đặt trước.

### In On the Kill TakervàRed Medicine(1993–1996)
Fugazi thu âm album thứ ba In on the Kill Taker vào mùa thu 1992 với Steve Albini tại Chicago; tuy nhiên, kết quả cuối cùng không làm hài lòng ban nhạc và họ tái thu âm nó cùng Ted Niceley & Don Zientara. Với sự đột phá của alternative rock đầu những năm 1990, In on the Kill Taker; phát hành ngày 30 tháng 6 năm 1993, trở thành đĩa nhạc đầu tiên của nhóm vào được bảng xếp hạng của Billboard, đồng thời nhận được sự ca ngợi của Spin, TIME và Rolling Stone, và bán 180.000 bản trong tuần đầu tiên.
Nhóm bắt đầu viết Red Medicine vào cuối 1994, sau khi tour quảng bá In on the Kill Taker. Ban nhạc làm việc cùng kỹ thuật viên Don Zientara, không tiết tục cộng tác với Ted Niceley lần nữa, họ cũng tự mình sản xuất album. Red Medicine cho thấy Fugazi tiến một bước gần hơn tới art rock. Ban nhạc bắt đầu một tour lớn toàn cầu, với tất cả 172 buổi diễn từ tháng 3 năm 1995 tới tháng 11 năm 1996.

McKaye biểu diễn cùng Fugazi tại Academy 1 ở Manchester, Anh vào ngày 30 thán 10 năm 2002

### End HitsvàThe Argument(1997–2002)
Sau thời gian đi tour cho Red Medicine, Fugazi nghỉ ngơi và đồng thời bắt đầu sáng tác cho đĩa nhạc tiếp theo. Tháng 3 năm 1997, họ trở lại Inner Ear Studios với nhà sản xuất Don Zientara để bắt đầu thu âm End Hits, một album mà ban nhạc dự định sẽ thoải mái hơn trong thu âm và nhiều thời gian hơn để thử nghiệm với các ca khúc và kỹ thuật khác nhau trong phòng thu. Album được hoàn thành sau 7 tháng. Do tên album, bắt đầu có những nghi vấn cho rằng đây là kết thúc của ban nhạc. Tiếp nhận đánh giá của End Hits khá trái chiều. Nhiều nhà phê bình khen ngợi những track "nặng" hơn, số còn lại nghi vấn về mục đích của những ca khúc dài hơn, thử nghiệm trong album.
Fugazi bắt đầu viết The Argument năm 1999. Tiếng trình sáng tác và làm demo lần này dài hơn thông thường. Mỗi thành viên mang ý tưởng riêng đến, jam chúng lên, và rồi ráp nối lại. Từ tháng 1-4 năm 2001, Fugazi thu âm tại Inner Ear Studios và Dischord House ở Arlington, VA, và một lần nữa làm việc cùng Don Zientara.
The Argument được phát hành bởi Dischord Records ngày 16 tháng 10 năm 2001, cùng với EP Furniture + 2, gần bốn năm sau End Hits. Được cả chuyên môn ca ngợi và thành công thương mại, bán hơn 170.000 bản trong tuần đầu ra mắt. Tuy vậy, họ không còn tích cực biểu diễn như trước, với chỉ 32 buổi diễn trong năm 2001 và 2002.

## Thành viên
Thành viên hiện đại
- Ian MacKaye – hát, guitar (1986–nay)
- Brendan Canty – trống (1986–nay)
- Joe Lally – hát, guitar bass (1986–nay)
- Guy Picciotto – hát, guitar (1987–nay)

Thành viên cũ
- Colin Sears – trống (1986)

Thành viên lưu diễn
- Jerry Busher – trống, trumpet (1998–2002)

## Đĩa nhạc
Studio albums
- Repeater (1990)
- Steady Diet of Nothing (1991)
- In on the Kill Taker (1993)
- Red Medicine (1995)
- End Hits (1998)
- The Argument (2001)